# Oppenheimer (film)
Oppenheimer er en amerikansk film fra 2023, skrevet og instrueret af Christopher Nolan. Filmen er en biografisk film baseret på biografien American Prometheus om den amerikanske fysiker J. Robert Oppenheimer skrevet af Kai Bird og Martin J. Sherwin.
Hovedrollen som Oppenheimer spilles af Cillian Murphy.